# Ma Yingnan
Ma Yingnan (chiń. 馬英楠; ur. 3 marca 1984) – chińska judoczka. Olimpijka z Río de Janeiro 2016, gdzie zajęła piąte miejsce w wadze lekkiej.
Piąta na mistrzostwach świata w 2015. Uczestniczka zawodów w 2009 i 2015. Startowała w Pucharze Świata w latach: 2009 i 2014–2016. Brązowa medalistka w drużynie na igrzyskach azjatyckich w 2014 i piąta indywidualnie. Triumfatorka mistrzostw Azji w 2015; druga w 2016 roku.

## Letnie Igrzyska Olimpijskie 2016
| Konkurencja | Eliminacje          | Eliminacje            | Finały                   | Finały                    | Klas. końcowa |
| Konkurencja | Przeciwnik I        | Przeciwnik II         | Półfinał                 | o 3 miejsce               | Miejsce       |
| ----------- | ------------------- | --------------------- | ------------------------ | ------------------------- | ------------- |
| 52 kg       | Joana Ramos (POR) Z | Érika Miranda (BRA) Z | Odette Giuffrida (ITA) P | Natalja Kuziutina (RUS) P | 5.            |